# Disztribúció (matematika)
A disztribúciók a kompakt tartójú végtelenszer differenciálható függvények {\displaystyle C_{0}^{\infty }(\Omega )} terén értelmezett lineáris funkcionálok, amik folytonosak a következő konvergencia értelmében:
1. Van {\displaystyle K} része {\displaystyle \Omega }, supp {\displaystyle \phi _{j}}, supp {\displaystyle \phi } része {\displaystyle K}
2. Tetszőleges {\displaystyle \alpha } indexvektor esetén {\displaystyle \partial ^{\alpha }\phi _{j}\rightarrow \partial ^{\alpha }\phi } egyenletesen {\displaystyle \Omega }-n.

Azért vezetik be őket, hogy egy nagyobb függvényosztályon kereshessék a parciális differenciálegyenletek megoldását.

## Példák
1. Legyen az {\displaystyle f} függvény értelmezve az {\displaystyle \Omega } halmazon, és integrálható annak minden kompakt részhalmazán. Legyen {\displaystyle T_{f}} az a funkcionál, ami a {\displaystyle \phi } függvényhez az {\displaystyle \int _{\Omega }f} {\displaystyle d\phi } értéket rendeli. Ekkor {\displaystyle T_{f}} disztribúció. Az ilyen alakban előálló disztribúciókat reguláris disztribúcióknak nevezik.
2. A Dirac-féle delta disztribúciót így értelmezik: Legyen {\displaystyle a\in \Omega .} Rendelje a {\displaystyle \delta _{a}} funkcionál a {\displaystyle \phi } függvényhez a {\displaystyle \phi (a)} helyettesítési értéket. Ekkor {\displaystyle \delta _{a}} nem reguláris disztribúció.
3. Legyen az {\displaystyle f} függvény értelmezve az {\displaystyle \Omega } halmazon, és integrálható annak minden kompakt részhalmazán, és legyen {\displaystyle \beta } rögzített indexvektor. Értelmezzük a következő funkcionált: rendelje a {\displaystyle \phi } függvényhez az {\displaystyle \int _{\Omega }f\partial ^{\beta }\phi } értéket.

Tétel: A reguláris disztribúció {\displaystyle T_{f}} majdnem mindenütt egyértelműen meghatározza az {\displaystyle f} függvényt.

## Műveletek
Összeadás: {\displaystyle u,v} disztribúció {\displaystyle \Omega }-n; ekkor {\displaystyle (u+v)(\phi )=u(\phi )+v(\phi )\phi \in D(\Omega )}
Számmal szorzás: {\displaystyle (\lambda u)(\phi )=\lambda u(\phi )}
Ezekkel a műveletekkel a disztribúciók vektorteret alkotnak. Jelölés: {\displaystyle D'(\Omega )}
Konvergencia: legyenek {\displaystyle u_{j},u} disztribúciók; ekkor {\displaystyle u_{j}\rightarrow u,} ha minden rögzített {\displaystyle \phi }-re {\displaystyle u_{j}(\phi )\rightarrow u(\phi )}
Függvénnyel szorzás:
legyen {\displaystyle \psi \in C^{\infty }(\Omega )}; ekkor {\displaystyle (\psi u)(\phi )=u(\psi \phi )}
{\displaystyle u=v} lokálisan, ha minden {\displaystyle x\in (\Omega )} elemhez van {\displaystyle U(x)} nyílt környezete, ahol {\displaystyle u=v}
Tétel: ha két disztribúció lokálisan egyenlő, akkor globálisan is egyenlők. Azaz, ha van egy nem üres nyílt halmaz, ahol egyenlőek, akkor mindenütt egyenlőek.
Deriválás:
{\displaystyle u} disztribúció; {\displaystyle \partial _{j}u(\phi )=-u(\partial _{j}\phi )}
Direkt szorzat:
{\displaystyle u,v} disztribúciók; {\displaystyle (u\times v)(\phi )=u[x\rightarrow v(y\rightarrow \phi (x,y))]}
tulajdonságai: (betű szemlélettel) kommutatív, asszociatív, disztributív és lineáris
Konvolúció:
tekintsük a következő konvergenciát:
def{\displaystyle .(\phi _{k})} * értelemben → azonosan 1-hez, ha
1. minden {\displaystyle \alpha } esetén {\displaystyle \partial ^{\alpha }(\phi -1)\rightarrow 0} egyenletesen {\displaystyle \mathbb {R} ^{2n}} minden rögzített kompakt részhalmazban
2. minden {\displaystyle \alpha } indexvektorhoz van {\displaystyle c_{\alpha }} {\displaystyle |\partial \phi _{k}(y,z)|\leqslant c_{\alpha }} minden {\displaystyle k,} minden {\displaystyle (y,z)}-re.

Definíció: {\displaystyle (u*v)(\phi )=\lim _{k\rightarrow \infty }(u\times v)[(y,z)\rightarrow \psi _{k}(y,z)\phi (y+z)]}
A konvolúció nem mindig létezik.